# Katrine Fruelund
Katrine Fruelund (født 12. juni 1978 i Randers) er en dansk håndboldspiller. Hun indstillede sin aktive karriere efter sæsonen 2011/12. 
Den sidste klub, hun spillede for, var Randers HK.
Tidligere klubber har været Vorup FB, Viborg HK, og Leipzig i Tyskland.
Efter sin korte tur til Tyskland skiftede hun tilbage til Danmark, og begyndte igen i Randers HK.
Hun havde en central rolle på det danske landshold, både som venstre back og playmaker. Hendes bedste præstation på landsholdet kom under sommer-OL 2004, hvor hun under hele turneringen spillede på et meget højt niveau. Hun kronede præstationen under finalen, hvor hun scorede 15 mål og efterfølgende blev kåret som turneringens bedste spiller.
Katrine Fruelund var medlem af byrådet i Randers for Venstre fra 2013 til 2021. Ved det seneste kommunalvalget i 2017 var hun Venstres tredjemest scorende på personlige stemmer, med 810. I 2018 annoncerede hun intentionen om at stille op til Europa-Parlamentsvalget 2019, men allerede tidligt i 2019 trak hun sig igen med begrundelsen, at der ikke ville være nok tid til familien.
I maj 2024 blev Katrine Fruelund udpeget som formand for bestyrelsen for Naturnationalpark Fussingø

## Privat
Hendes lillebror, Mikael Fruelund, er også tidligere professionel håndboldspiller.